# Valdemar Caracas
Valdemar Cabral Caracas (Pacoti, 9 de novembro de 1907 – Fortaleza, 14 de janeiro de 2013) foi um dirigente esportivo brasileiro.
Nasceu em Pacoti, município localizado no Maciço de Baturité, Ceará, filho de Francisca Cabral Caracas e de Francisco Caracas Sobrinho. Em 1912, mudou-se com a família para Fortaleza. Na juventude, estudou no Instituto São Luís, de propriedade de Francisco de Meneses Pimentel. Ali foi aluno, entre outros, de Austregésilo de Ataíde.
Foi o primeiro cronista esportivo do estado do Ceará, trabalhando na Ceará Rádio Clube, pioneira da radiofusão cearense. Foi repórter, comentarista e noticiarista da primeira equipe de esportes da referida emissora de rádio, no fim da década de 1930. Foi também correspondente do Jornal do Brasil e do Jornal dos Sports, ambos do Rio de Janeiro.
Como chefe do escritório de manutenção da RVC (Rede de Viação Cearense), ajudou a fundar o Ferroviário Atlético Clube em 9 de maio de 1933. Caracas foi também o técnico do time em 1945, ano em que o Ferroviário conquistou o seu primeiro título estadual.
Valdemar também se envolveu com a política e, devido sua influência junto aos trabalhadores da RVC, foi eleito vereador de Fortaleza em 1936. No ano seguinte, ocorre o golpe de Getúlio Vargas que instala o Estado Novo e, no dia 10 de novembro de 1937, Valdemar Caracas teve seu mandato cassado pela então recém-instaurada ditadura varguista. Posteriormente, em 1947, ajudou a fundar o Partido Socialista Brasileiro (PSB) no estado do Ceará.
Faleceu ao sucumbir a um quadro de pneumonia generalizada, no Hospital São Mateus, em Fortaleza, após 26 dias de internação. Seu corpo foi sepultado no Cemitério Parque da Paz.
Foi casado durante 72 anos com a professora Anete Brasil Caracas, falecida em 26 de julho de 2006, aos 93 anos. Tiveram filhos.